# Radobyčice
Radobyčice – część ustawowego miasta Pilzna, położona w jego w południowej części. Leży na terenie gminy katastralnej Pilzno 3.